# Pegomya yunnanensis
Pegomya yunnanensis är en tvåvingeart som beskrevs av Xue 2001. Pegomya yunnanensis ingår i släktet Pegomya och familjen blomsterflugor. Inga underarter finns listade i Catalogue of Life.